# Cobán
La ciutat de Cobán és la capçalera del departament d'Alta Verapaz a Guatemala. Fou fundada pels frares dominics el 1543. Fou declarada Ciudad Imperial per Carles V. L'any 2005 la població estimada del municipi era de 206.838 habitants, dels quals 86.202 viuen a la zona urbana. El nom prové del kektxí i significa "entre pluges" i es deu a la freqüent pluja de la regió que durava diversos dies i que es denominava "chipi chipi".

## Economia
El municipi de Coban se situa a la part central del país. Els immigrants alemanys del segle xix hi fundaren grans finques cafeteres i de cardamomo, que donaren gran activitat a la ciutat.
Després de la Segona Guerra Mundial el govern dels Estats Units pressionà Guatemala perquè deportés els propietaris de les finques.

## Llocs d'interès
Dins el municipi de 2.132 km² es troba el Parc Nacional de la Llacuna Lachuà de gran bellesa.

## Tradicions
A finals de juliol se celebra el Festival Folklórico gran cita de trobada de totes les ètnies maies